# Arroio do Tigre
Arroio do Tigre là một đô thị thuộc bang Rio Grande do Sul, Brasil. Đô thị này có diện tích 318,524 km², dân số năm 2007 là 12645 người, mật độ 39,7 người/km².